# Mathias Charles Thomas Marie de Hemricourt de Grunne
Mathias Charles Thomas Marie de Hemricourt de Grunne (auch deutsch Karl Graf Grunne/Grünne) (* 20. Februar 1769 in Dresden; † 7. Oktober 1853) war wallonischer Adeliger, kaiserlicher Generalleutnant der österreichischen Habsburger und Generalmajor und Diplomat der Vereinigten Niederlande.

## Leben
Mathias Charles de Grunne (deutsch Graf von Grünne) war Sohn des Grafen Ferdinand von Grünne, der 1779 als kaiserlicher Feldmarschallleutnant verstarb. Seine Vorfahren waren die Hemricourt de Mozet, Grafen von Grünne und Herrn zu Harsin, herzoglich lothringische Kämmerer. Mathias Charles trat ebenfalls in kaiserliche Militärdienste ein, 1809 ging er als Generalmajor in den Ruhestand, und quittierte 1813 den Dienst. 1815 wurde er Generalmajor im Vereinigten Königreich der Niederlande und 1818 Generalleutnant. Danach war er Diplomat. Er begründete die niederländische Linie der Grunne. Sein Bruder Philipp Ferdinand von Grünne die österreichische Linie.